# Allied General
Allied General — компьютерная игра в жанре пошаговой стратегии, разработанная американской компанией Strategic Simulations и выпущенная Mindscape в 1995 году для платформ Windows. В 1996 году состоялся выпуск игры на PlayStation. Вторая игра серии Panzer General. Действия игры разворачиваются во времена Второй мировой войны от лица союзников. Игрок может пройти кампании за СССР, США и Великобританию. В его управлении находятся юниты, которые перемещаются по гексогональной сетке, могут покупаться и улучшаться за «очки престижа».
Игровые журналисты в целом положительно оценили игровой процесс Allied General, но отметили, что в игре мало нововведений с момента выпуска Panzer General. Также критики негативно оценили анимации во время битв.

## Игровой процесс

Игровой процесс Allied General за Советский Союз

Allied General представляет собой двухмерную пошаговую стратегию, действие которой происходит во время Второй мировой войны от лица союзников. Игроку доступно несколько кампаний: за Советский Союз со сценариями советско-финской войны, обороны Москвы и контрнаступления на силы «оси»); а также кампании США и две за Великобританию, действие которых происходит во многом в Северной Африке. Также для игры доступно 35 отдельных сценариев — как исторических, так и вымышленных.
Действие разворачивается на карте, размеченной гексогональной сеткой. Игрок имеет неограниченное время на обдумывание стратегии. В течение своего хода он перемещает юниты на ограниченное количество гексов и сражается с юнитами противника; когда у игрока кончаются очки передвижения, ход передаётся вражеской державе, которой управляет другой игрок или компьютер. Разные виды ландшафта, такие как холмы, горы и вода могут задерживать или останавливать юниты. Ведение успешных сражений приносит «очки престижа», которые можно тратить на улучшение или покупку новых юнитов. При этом набор юнитов сохраняется от битвы к битве.
Доступна одиночная игра и многопользовательский режим на одном компьютере или на расстоянии через электронную почту.

## Разработка и выпуск
После большого коммерческого успеха игры Panzer General в 1994 году, компания Strategic Simulations анонсировала выход продолжения в следующем году. Разработка велась совместно с компанией Halestorm. Когда предыдущая часть была ориентирована на DOS, Allied General разрабатывалась для операционной системы Windows. Игра была выпущена компанией Mindscape на персональных компьютерах в 1995 году. В 1996 году состоялся выход версии игры для PlayStation, которая содержала в комплекте 52-страничный буклет с описанием игровых механик и исторической справкой. На 1997 год было продано свыше 50 000 копий.

## Восприятие
| Иноязычные издания | Иноязычные издания |
| Издание            | Оценка             |
| ------------------ | ------------------ |
| AllGame            | 3 из 5             |
| GameRevolution     | B+                 |
| Next Generation    | 4 из 5             |
| PC Gamer (US)      | 89 %               |

Обозреватель журнала Next Generation назвал Allied General «добротной военной игрой», хотя не обнаружил много нововведений со времён предыдущей игры студии — Panzer General. Также журналист отметил некачественный искусственный интеллект. Джейсон Карневале из GameRevolution тоже называет недостатком то, что игра во многом повторяет Panzer General. Рецензент одобрил использование военных кинохроник 1940-х годов перед кампаниями и сценариями, которые «добавляют некоторую аутентичность» игровому процессу. Лиам Макдональд из PC Gamer точно так же считает, что Allied General — немного улучшенная версия Panzer General, и замечает проблемы с искусственным интеллектом. Рецензент Allgame Майкл Хаус раскритиковал длительность и высокую сложность битв. Вслед за коллегами, GameSpot раскритиковал анимации, проигрываемые во время битв.